# Красная Гора (Курская область)
Красная Гора — посёлок в Дмитриевском районе Курской области. Входит в состав Старогородского сельсовета.
Население — 33 человек (2010 год).

## География
Расположен на правом берегу Свапы, вблизи впадения её притока р. Журавка. Примыкает южной окраиной к селу Берёза.

## История
Вошёл в состав муниципального образования согласно Закону Курской области от 21 октября 2004 года № 48-ЗКО «О муниципальных образованиях Курской области».

## Население
| 2002 | 2010 |
| ---- | ---- |
| 32   | ↗33  |

## Инфраструктура
Дети имеют возможность учиться в соседней Берёзовской средней общеобразовательной школе.

## Транспорт
Автодорога 38 ОП РЗ 38К-003 «Дмитриев — Береза — Меньшиково — Хомутовка».